# Gino Mescoli
Gino Mescoli (San Benedetto Po, 11 luglio 1930) è un compositore, arrangiatore, direttore d'orchestra, pianista e produttore discografico italiano.

## Biografia
Dopo essersi diplomato in pianoforte al Conservatorio Arrigo Boito di Parma ha continuato gli studi in organo (strumento musicale) e composizione (musica) presso il Conservatorio Giovanni Battista Martini di Bologna. Contemporaneamente allo studio del pianoforte faceva parte di formazioni orchestrali, tra cui quella del clarinettista Felix Cameroni, fino a formarne una a suo nome. Le musiche dei compositori americani, George Gershwin, Cole Porter, Jerome Kern, Irving Berlin, Richard Rodgers, Hoagy Carmichael e Duke Ellington, oltre ai pianisti e alle grandi Big Band, contribuirono alla sua specifica formazione musicale.

### Inizi
Trasferitosi a Milano, l'incontro con Carlo Alberto Rossi fu determinante per l'avvio della sua carriera. Il maestro, anche editore, gli offrì il primo contratto in esclusiva come compositore. In seguito cominciò a scrivere arrangiamenti per numerosi cantanti realizzando molti dischi anche come solista al pianoforte con orchestra d'archi, per poi dirigere, le formazioni ritmosinfoniche della RAI di Roma e di Milano.
La sua prima canzone “Il primo valzer” è stata incisa nel 1955 da Jula de Palma con l’orchestra di Pino Calvi.
Nel 1957, nel teatro Olympia di Parigi, accompagna al pianoforte il cantante napoletano Aurelio Fierro, in sestetto, per 21 spettacoli serali.

### Anni '60
Nel 1961, fu chiamato alla direzione artistica delle Etichette discografiche Phonocolor e la Style (casa discografica) con le quali collaborò per diversi anni, scoprendo John Foster (cantante), Lucia Altieri, Franco IV e Franco I.
Dirige l’orchestra al Festival di Napoli 1962.
Nel 1963 effettua una Tournée negli Stati Uniti d'America alla direzione di una Big Band di musicisti americani in vari teatri tra cui, Filarmonica di Filadelfia e la Carnegie Hall di New York, oltre a quelli di altre città Washington, Chicago, Detroit, Cleveland, Boston.
Nello stesso anno gli viene assegnato il “Premio della Critica Discografica Italiana” per il Long playing “Nostalgie” per pianoforte e orchestra d'archi.
Nel 1964, debutta come compositore al Festival di Sanremo con la canzone Un bacio piccolissimo interpretata da Robertino che diventa un successo e viene interpretata anche da Bobby Rydell. Nello stesso anno con “Amore scusami”, testo di Vito Pallavicini, lanciata da John Foster (cantante) a "Un disco per l'estate", conquista il primo posto nella “Hit parade” dei dischi più venduti.
Nel 1965, torna al Festival di Sanremo in veste di Compositore e Direttore d'orchestra con “Cominciamo ad amarci”, interpretata da John Foster (cantante) e Joe Damiano; torna inoltre a "Un disco per l'estate" con “È solo un giorno” ancora incisa da John Foster (cantante). “Se questo ballo non finisse mai” è la canzone con cui partecipa al Festival di Sanremo 1966, interpretata da John Foster (cantante) e Paola Bertoni.
Nel 1967, partecipa all'“Eurovision Song Contest” nella Hofburg, il Palazzo Imperiale di Vienna, con la canzone “Non andare più lontano” interpretata da Claudio Villa.
Nel 1968, in collaborazione con Franco IV e Franco I, è a Un disco per l'estate a Saint-Vincent (Italia), con Ho scritto t'amo sulla sabbia, che scala la classifica dei dischi più venduti.

### Anni '70
Inizia la collaborazione con l'Ariston Records e la Dischi Ricordi, lanciando Gilda Giuliani; scopre Gianna Nannini e la affida all'etichetta Numero Uno. Nel 1972 compone la musica della canzone Il generale Giovanni dello Zecchino d'Oro.
Nel 1973, partecipa al Festival di Sanremo con “Serena” cantata da Gilda Giuliani. Nello stesso anno partecipa e vince il “Grand Prix” al “World Popular Song Festival" - di Tokyo con “Parigi a volte cosa fa” scritta in collaborazione con Vito Pallavicini e Fred Ferrari, cantata da Gilda Giuliani che sarà premiata quale miglior interprete della rassegna.
Nel 1974, ritorna al Festival di Sanremo con Gilda Giuliani con la canzone “Senza titolo” sempre in collaborazione con Pallavicini e Ferrari.
Nel 1975, compone e arrangia 2 canzoni per Omar Sharif, Amore piccolino e 5 Fiori per Giuliana, quest'ultima, attinente alla grande passione dell’attore per il bridge, su testi di Vito Pallavicini; Sharif, le canta sulle basi a Milano in italiano e poi, insieme a Parigi, le registra in altre 3 lingue.
Nello stesso anno è produttore ed editore di “Africa” per gli Albatros, che nella versione francese di Joe Dassin, diventa un grande successo internazionale col titolo "L'été indien".
Nel 1976, per la terza volta, partecipa al Festival mondiale di Tokyo e conquista ancora il Grand Prix  con Ammore mio interpretata da Franco e Regina per l'etichetta Dischi Ricordi.
Nel 1978, è sempre a Tokyo con “Due Parole” cantata da Gilda Giuliani, premiata quale migliore interprete. È presente con lei, al “Festival Internazionale”, svoltosi nel Teatro dell’Estoril di Lisbona.
Per la King Records, casa discografica giapponese, arrangia celebri canzoni di famosi cantautori di quel Paese e dirige un’orchestra sinfonica registrando alcuni LP in versione strumentale; inoltre per varie volte, ha diretto grandi formazioni orchestrali in televisione e nei teatri principali di Tokyo, Osaka, Kōbe, Kyoto, Hiroshima, Sapporo ecc.
Nel 1979, vince il “Golden Prize” al Concorso Internazionale svoltosi a Seul in Corea del Sud, con la canzone “Cade una stella” ancora interpretata da Gilda Giuliani.

### Anni '80
Nel 1980, apre a Milano, uno studio di registrazione Il Cortile che verrà frequentato da artisti come Fred Bongusto, Eros Ramazzotti, Anna Oxa, Enzo Jannacci, Fiorella Mannoia e moltissimi altri..
Contemporaneamente prosegue l'attività di pianista esibendosi col suo trio in vari teatri e registrando con lo stesso 2 LP e CD. Nel 1988, partecipa e si aggiudica il “Primo Premio” al “Festival di “Viña del Mar” in Cile con il brano “Senza Te” interpretato da Marco Del Freo.

### Anni '90
Nel 1995 diviene membro della commissione degli esami d’ammissione per compositori melodisti non trascrittori, attività svolta per 12 anni.

### Anni 2000
Continua la collaborazione con la SIAE facendo parte anche della commissione per le elaborazioni musicali.
Nel contempo scrive musiche per l’Orchestra d'archi del Conservatorio Lucio Campiani, eseguite in prestigiosi contesti artistici.
Dal 2014 al 2022, ha fatto parte della giuria del concorso internazionale “Piano Lovers Over 40”, che si svolge annualmente a Milano.

## Le principali canzoni scritte da Gino Mescoli
Nell'elenco è indicato il primo interprete che ha inciso la canzone, e non i vari interpreti successivi.
| Anno | Titolo                          | Autori del testo  | Autori della musica             | Interpreti                  |
| ---- | ------------------------------- | ----------------- | ------------------------------- | --------------------------- |
| 1956 | Il Primo Valzer                 | Alberto Testa     | Gino Mescoli                    | Jula de Palma               |
| 1964 | Un bacio piccolissimo           | Vito Pallavicini  | Gino Mescoli                    | Robertino e Bobby Rydell    |
| 1964 | Amore scusami                   | Vito Pallavicini  | Gino Mescoli                    | John Foster                 |
| 1965 | Cominciamo ad amarci            | Vito Pallavicini  | Gino Mescoli                    | John Foster e Joe Damiano   |
| 1965 | È solo un giorno                | Vito Pallavicini  | Gino Mescoli                    | John Foster                 |
| 1966 | Se questo ballo non finisse mai | Vito Pallavicini  | Gino Mescoli                    | John Foster e Paola Bertoni |
| 1967 | Non andare più lontano          | Vito Pallavicini  | Gino Mescoli                    | Claudio Villa               |
| 1968 | Ho scritto t'amo sulla sabbia   | Sharade           | Sonago                          | Franco IV e Franco I        |
| 1970 | Primi giorni di settembre       | Bruno Lauzi       | Gino Mescoli                    | Franco Lionello             |
| 1972 | Notti di seta                   | Vito Pallavicini  | Gino Mescoli                    | Al Bano                     |
| 1972 | Il Cuore rosso di Maria         | Vito Pallavicini  | Gino Mescoli                    | Amália Rodrigues            |
| 1973 | Serena                          | Musikus           | Gino Mescoli                    | Gilda Giuliani              |
| 1974 | Senza titolo                    | Vito Pallavicini  | Gino Mescoli ed Alfredo Ferrari | Gilda Giuliani              |
| 1974 | Con la testa piena di sogni     | Giorgio Calabrese | Gino Mescoli                    | Anna Rusticano              |
| 1975 | Amore piccolino                 | Vito Pallavicini  | Gino Mescoli                    | Omar Sharif                 |
| 1976 | Ammore mio                      | Giancarlo Longo   | Gino Mescoli                    | Franco e Regina             |
| 1977 | Arrivederci padre               | Gianni Belfiore   | Gino Mescoli                    | Iva Zanicchi                |
| 1978 | Due Parole                      | Adelio Cogliati   | Gino Mescoli                    | Gilda Giuliani              |
| 1983 | Magia                           | Andrea Lo Vecchio | Gino Mescoli                    | Mina                        |
| 1986 | Vola Vola                       | Vito Pallavicini  | Gino Mescoli                    | Mireille Mathieu            |
| 1988 | Senza te                        | Maurizio Piccoli  | Gino Mescoli                    | Marco Del Freo              |

## Discografia parziale

### Album
- 1962: Fantasie internazionali (Phonocolor, MSLP 305)
- 1963: Summertime in Venice in U.S.A. (Vesuvius Records, 4406)
- 1963: This World We Love In in U.S.A. (Vesuvius Records, 4401)
- 1963: Nostalgie (Style, STLP 401)
- 1963: Ballate S. Remo con Gino Mescoli (Style, STLP 8053)
- 1966: Artistry in Strings (Saint Martin Record, SMR 2021)
- 1968: Blue Holidays (Style, STLP 407)
- 1969: Vacanze (Style, STLP 8066)
- 1974: Love Sensations (Penny, Rel-ST 19309)
- 1974: A Special Radio TV Record (Saar, M LPS 6127)
- 1975: Perché Non Sognar (Diapasound, Cassetta CDL 4372)
- 1979: Top Hits In Fantastic Sounds in Japan (King Record CO.,LTD), SKS-56
- 1979: Gino Mescoli Grand Orchestra in Japan (King Record CO.,LTD, SKS(S) 70
- 1982: Musiche Per Una Notte D'Amore (Ariston Records, Cassetta Cark/709)
- 1983: Gino Mescoli Trio - Leggera... ma non troppo (Fonit Cetra, ALP 2002)
- 2002: Love Sensations (Saar, CD 2802 ADD)
- 2016: Wonderful Rome - Nar International - (Online)
- 2022: Gino Mescoli Trio - Leggera... ma non troppo - Vol. 1 - Vol. 2 (Nar International - 12122) Vinile

### Singoli
- 1959: Love Theme From La Notte Brava/Summertime in Venice (Vesuvius Records, 1046)
- 1961: Tango della gelosia/Hernando's Hideway (Phonocolor, MS 1117)
- 1961: Sulla carrozzella/Reginella campagnola (Phonocolor, MS 1139)
- 1961: Torna settembre/Begin The Beguine (Phonocolor, MS 1151)
- 1961: Tonight/Le case(Phonocolor, MS 1162)
- 1962: Gli inesorabili/Il mulino sul fiume (Style, STMS 501)
- 1962: Il nostro concerto/Perché non sognar (Style, STMS 502)
- 1962: Arrivederci/Tempo d'estate a Venezia (Style, STMS 503)
- 1962: Donna di lamé/Bambina mia (Style, STMS 504)
- 1962: Senti la sveglia/Walking (Style, STMS 510)
- 1962: Adios muchachos/A media luz (Style, STMS 519)
- 1962: Madison blues/L'amore è un gioco (Style, STMS 535)
- 1963: Europa melody/Madlen bon bon (Style, STMS 568)
- 1969: Françoise/Sandy (Style, STMS 704)